# Revolving Door
Pour l'expression en anglais, voir Revolving door.
Revolving Door est un un groupe allemand de rock alternatif, originaire de Neuhaus am Rennweg, en Thuringe.

## Histoire
La première pierre de Revolving Door, anciennement Tourniquet, est posée par la bassiste Sabrina Schöler et la chanteuse Liesa-Marie Fehrmann en 2004 à Neuhaus am Rennweg. Mais à l'époque, le nom du groupe n'existait pas encore. Sabrina et Liesa-Marie se rencontrent à l'école de musique de Sonneberg, et essayent d'abord de former un groupe avec quelques amis dans le garage de l'école de musique. En 2005, Felix Müller-Litz rejoint le groupe en tant que batteur et un mois plus tard, Christian Rüger suit en tant que guitariste principal. En juin 2006, une autre chanteuse, Tina Treßelt, rejoint le groupe. Fin 2009, elle quitte le groupe et est remplacée par Wiebke Marie Koschut. 
Entre 2005 et 2008, le groupe participe régulièrement à des concours de groupes, par exemple SchoolJam 2007, Coca-Cola Soundwave Discovery Tour 2007, Global Battle of Bands 2007, New Chance Festival 2007, Quiksessions Battle of Bands 2007, Beck's Experience 2009 et F6 Music Award 2009. Le groupe remporte la première et la deuxième place de tous ces concours.
La production du premier album officiel Break the Line suit en 2009 chez Eikey Music (par la suite Hammerstudios) avec le producteur Eike O. Freese à Hambourg. Le producteur hambourgeois a déjà travaillé avec des artistes importants dans le genre comme Gamma Ray, Callejon, Oomph!, Eisbrecher et Dark.
En été 2010, le groupe tourne sa première vidéo musicale sur Break the Line avec la société de production Mediadesign à Erfurt. En automne 2010, ils organisent leur première tournée (Break the Line Tour 2010-2011) en Allemagne, en Autriche et en Suisse avec leur booker Jens Fehrmann, qui s'occupe du management et du booking depuis le début du groupe. En 2010, ils se produisentsur scène avec Luxuslärm et Bakkushan, entre autres. Peu après, Mediadesign réalise une vidéo de la tournée Break the Line Tour 2010-2011.

## Discographie
- 2008 : Revolving Door (EP)
- 2010 : Break the Line (album)[4]
- 2012 : Milk and Honey (album)
- 2013 : Des filles et des riffs (compilation)
- 2020 : City of Darkness (album)

## Clips
- 2008 : Belongs to You[5]
- 2009 : Werbespot „Wii Musiic Rock the House“
- 2010 : Break the Line
- 2011 : Revolving Door - Break the Line Tour 2010-2011
- 2011 : Goodbye
- 2012 : Life’s a Bitch